# Totenkopf

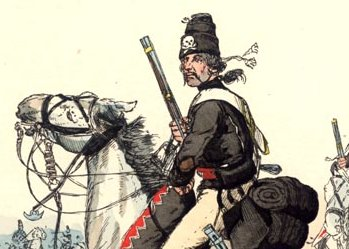
Jeden z huzarów z pruskiego Husaren-Regiment Nr. 5 (von Ruesch).

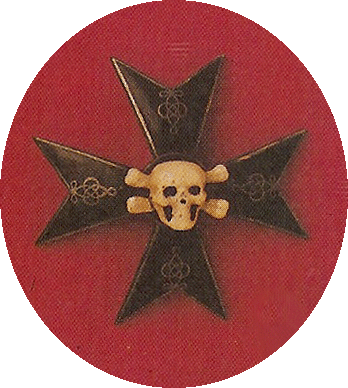
Odznaka carskiego 5 Aleksandryjskiego Pułku Huzarów (czarnych huzarów)

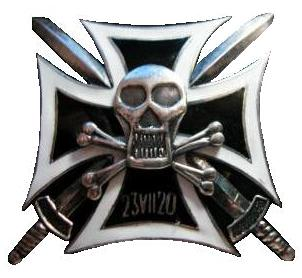
Odznaka polskich „Huzarów Śmierci” wz. 1920.

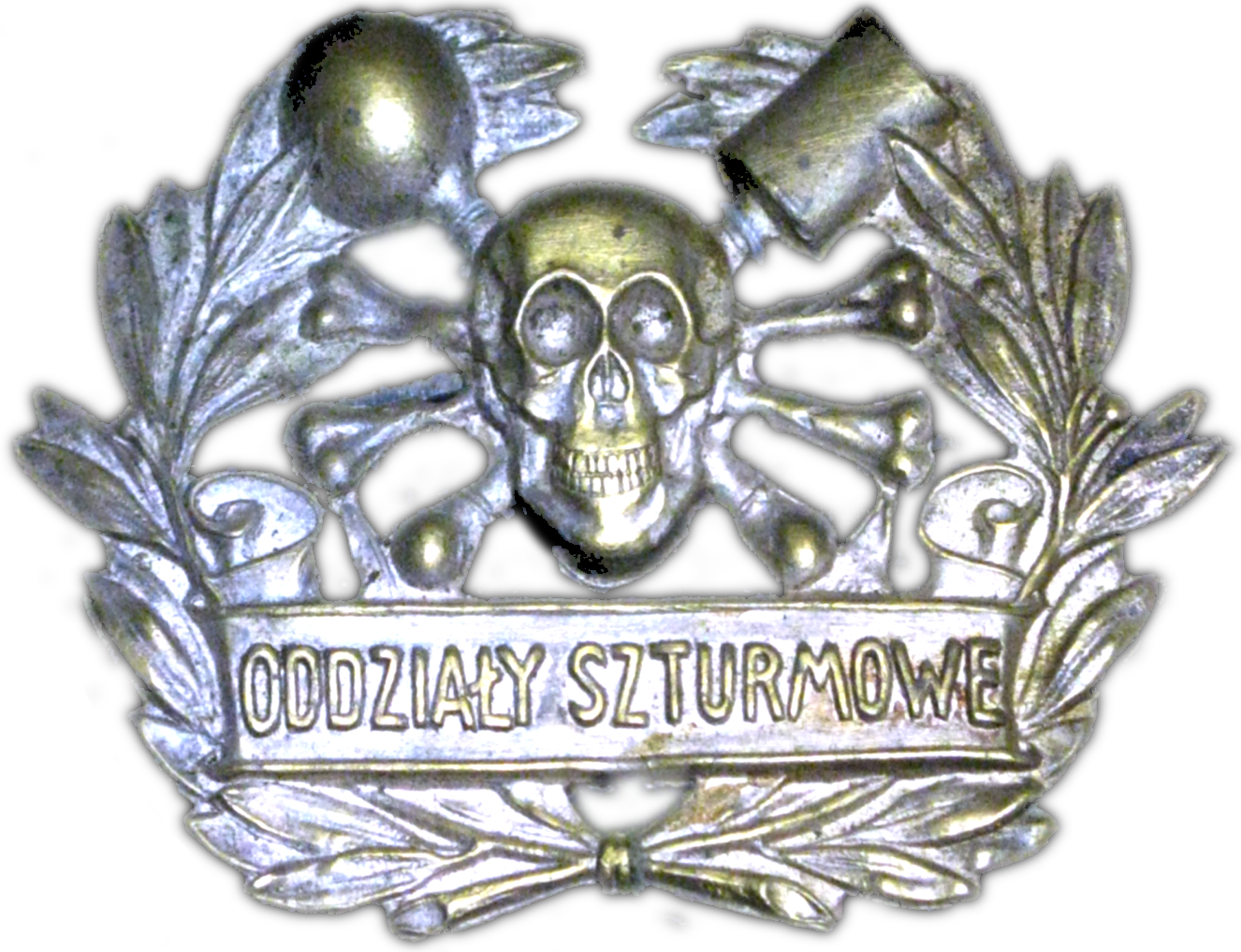
Odznaka na czapkę Oddziałów Szturmowych w powstaniach śląskich

Totenkopf – niemieckie słowo oznaczające „trupią głowę” lub „głowę śmierci”, używane w celu opisania wojskowych insygniów przedstawiających czaszkę na tle skrzyżowanych kości.
Symbol ten odróżnia się od Jolly Rogera głównie tym, iż oba piszczele umieszczone są zaraz za czaszką, a nie poniżej niej, choć niektóre bandery pirackie mogły mieć i taki układ. Najważniejsza różnica polega na tym, iż Totenkopf wykorzystywany był na lądzie przez legalne władze, a nie przestępców na morzu.

## Totenkopf na świecie

### Polska

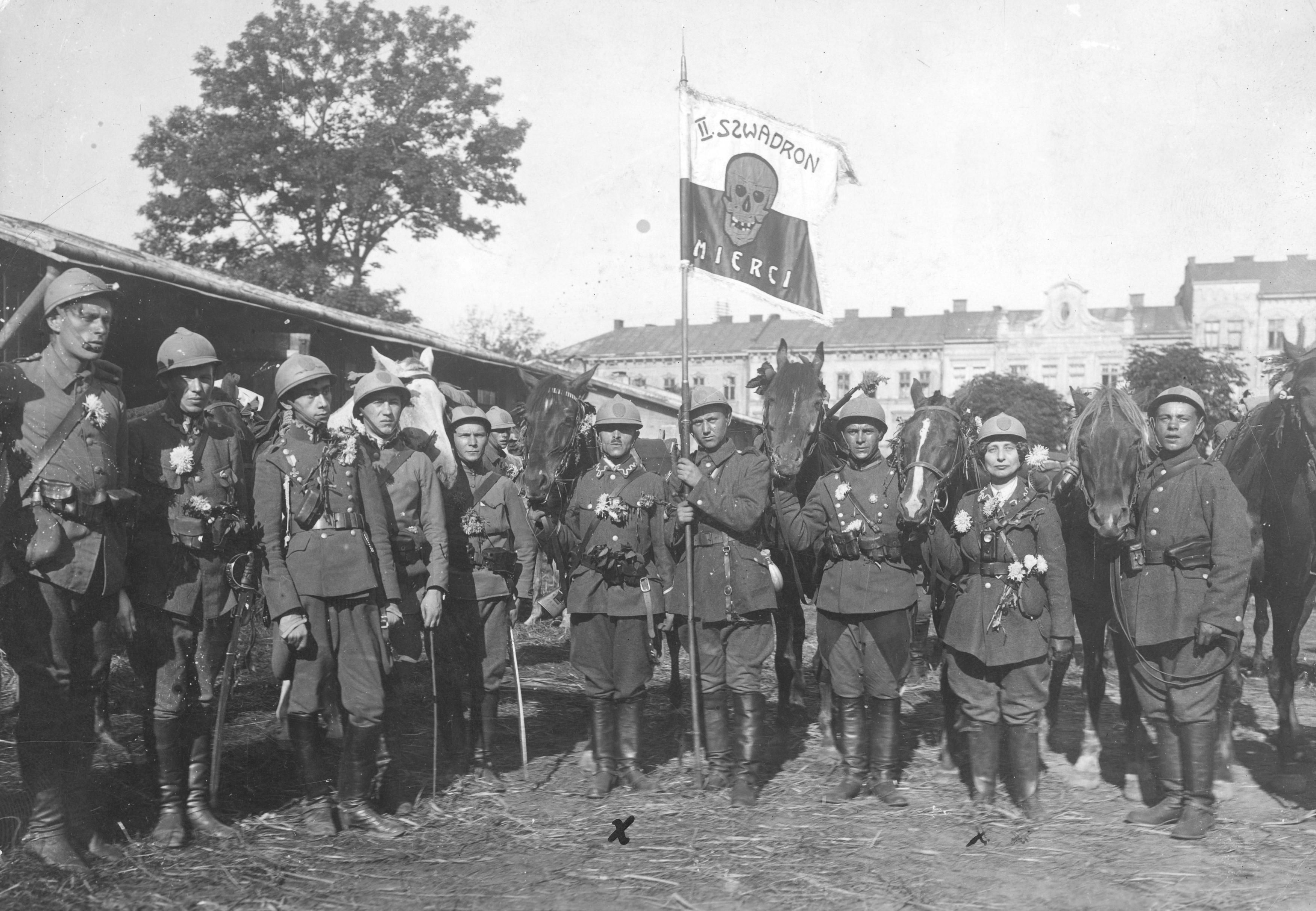
Janina Walicka (po prawej) w szeregu ułanów z II Ochotniczego Szwadronu Śmierci w czasie walk o Lwów w 1920 roku

W okresie walk o niepodległość Polski symbol trupiej główki był odznaką Poznańskiego Ochotniczego Batalionu Śmierci z trzema kompaniami szturmowymi, dowódcą którego był Feliks Józefowicz, oraz pułków ułańskich walczących na froncie wschodnim z armią bolszewicką. Symbol trupiej główki znajdował się na czapkach oddziałów szturmowych walczących podczas powstań śląskich o przyłączenie Górnego Śląska do Polski. Totenkopf widnieje także na samochodzie pancernym Korfanty używanym podczas III powstania śląskiego.
W trakcie obrony Lwowa w 1918-1919 naszywki z czaszką oraz literami G i S na lewym ramieniu nosili ochotnicy z t.zw. oddziału Straceńców pod dowództwem porucznika Romana Abrahama. Nazwa oddziału pochodzi od sektora obrony Góra Stracenia z którego jednostka rozpoczęła swój szlak bojowy.
Również polskie oddziały w okresie II wojny światowej przyjmowały symbole trupiej czaszki. Przykładem jest wspomniany Jolly Roger w polskiej wersji Fil-Fil; flaga wywieszana na okrętach podwodnych po powrocie ze zwycięskiego patrolu. Nosiły ją ORP Sokół i ORP Dzik, które zapisały się na kartach polskiej historii.
Żołnierze kilku formacji partyzanckich nosili także na mundurach naszywki z symbolem czaszki. Jedną z nich była kompania „Warszawianka” NSZ Okręgu Warszawskiego, która jako 1. kompania szturmowa walczyła w Powstaniu Warszawskim - żołnierze z 1. plutonu tej kompanii nosili na lewym rękawie naszywki z trupią główką. Innym oddziałem był pluton „Śmiertelni”, wchodzący w skład Oddziałów Leśnych Okręgu VII NSZ, walczący w rejonie Beskidu Śląskiego i Żywieckiego z władzą komunistyczną jeszcze po roku 1945. Żołnierze 3. Wileńskiej Brygady NZW (wcześniej 3 Wileńska Brygada AK), dowodzonej przez kpt. Romualda Rajsa ps. „Bury” nosili jako emblematy min. czaszkę z piszczelami i literami Ś.W.O. (Śmierć Wrogom Ojczyzny). Odznaka bojowa 3. Wileńskiej Brygady przedstawiała orła w locie, wspartego na trupiej główce. Symbole te wprowadzono 30 czerwca 1946 r. na wniosek szefa PAS, kpt. „Burego”.

### Prusy
Symbolu Totenkopf używała już kawaleria armii pruskiej za panowania Fryderyka Wielkiego. W Rosji pojawił się on nawet wcześniej - w czasie tatarskiego panowania prawosławni mnisi-żołnierze szli do boju pod symbolami tzw. „głowy Adama”.
Fryderyk Wielki powołał do życia regiment huzarów Husaren-Regiment Nr. 5 (von Ruesch), dowodzonego przez pułkownika von Ruescha. Jego członkowie nosili czarne mundury z symbolem Totenkopf na nakryciach głowy. Oddział ten walczył podczas bitew wojny o sukcesję austriacką i wojny siedmioletniej. W 1808, kiedy regiment przemianowano na Leib-Husaren Regiments Nr.1 i Nr.2, symbol Totenkopf był w nim nadal używany.
Oznaczenia tego używano nie tylko w Prusach. Huzarzy Królestwa Szwecji wzorowali się na tych pruskich, nosząc Totenkopf na czapkach. Rosyjski regiment generała Ławra Korniłowa (Корниловский ударный полк) zaadaptował ten symbol w 1917 roku.
W czasie wojen napoleońskich, kiedy w bitwie zginął Fryderyk, książę brunszwicki, jego ludzie zmienili kolor mundurów na czarny, a na czako każdego z żołnierzy znalazł się Totenkopf. Miało to na celu ukazanie żałoby po śmierci władcy (inne źródła twierdzą, iż tzw. „Czarni Brunszwicy” zostali tak umundurowani przez samego księcia jeszcze za jego życia - ten oryginalny ubiór miał być symbolem zemsty na Francuzach . „Trupia główka” była używana przez armie pruskie i brunszwickie do 1918 roku.

### Republika Weimarska
Totenkopf stosowany był szeroko w okresie międzywojennym, zwłaszcza przez Freikorpsy. W 1933 roku był on symbolem pierwszego, piątego i jedenastego szwadronu Piątego Regimentu Kawalerii Reichswehry.

### Wolne Miasto Gdańsk
Od 4 czerwca 1934 r. symbol Totenkopf używany był przez policję Wolnego Miasta Gdańska jako nawiązanie do tradycji stacjonujących w Gdańsku przed 1918 r. Leib-Husarów. Niewielkie, metalowe trupie główki umieszczono na czapkach i malowano na policyjnych hełmach. Wzór czaszki z policyjnej czapki nie różnił się od wzoru stosowanego przez gdańskich huzarów.

### III Rzesza

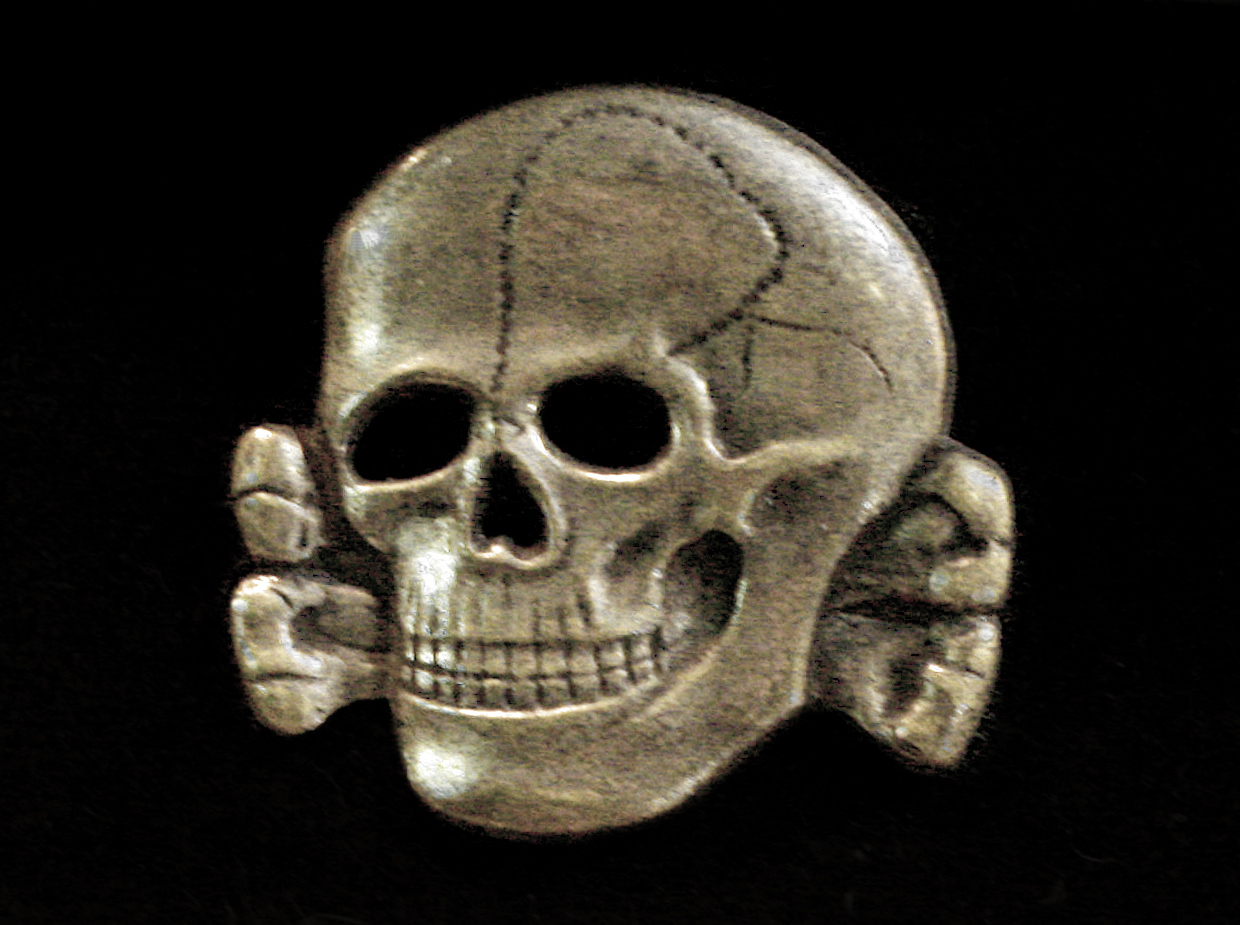
Totenkopf w wersji SS

Sam symbol kojarzony jest najczęściej z nazistowskimi Niemcami, zwłaszcza z SS i Waffen-SS. Miał kilka charakterystycznych cech.
- Czaszka zwrócona do oglądających lewym półprofilem, podobnie jak na zdjęciach do dowodu osobistego.
- Jest zgodna z ludzką anatomią.
- Piszczele skrzyżowane pod bardzo małym kątem. Odległość między nimi niemal niezauważalna.
- Wyraźne połączenia między poszczególnymi kośćmi mózgoczaszki. Warto podkreślić, że w naturze występują tylko u bardzo młodych ludzi.
- Bardzo wyraźne, zdrowe zęby. Większość innych przedstawień raczej tego nie podkreśla.
- Mózgoczaszka nie zasłania piszczeli.
- Zęby są zaciśnięte. W innych przypadkach są zazwyczaj otwarte.

We wczesnych latach NSDAP, Julius Schreck, przywódca Stabswache (osobistej gwardii Adolfa Hitlera), przyjął „trupią główkę” za symbol swego oddziału. W 1935 roku Stabswache zostało przemianowane na Schutzstaffel (SS), ale kontynuowało używanie oznaczenia Totenkopf. Podobnie jak było ze swastyką, naziści zaadaptowali szeroko wcześniej używany symbol, który uzyskał przez to bardzo negatywne i złowróżbne znaczenie.
Trupia czaszka była symbolem niemieckich czołgistów, ale także jednej z pierwszych formacji Waffen-SS 3 Dywizji Pancernej „Totenkopf”. Powodowało to, że często nie respektowano praw kombatanckich niemieckich pancerniaków, biorąc ich czarne mundury z trupią główką za uniformy SS.
Symbolu „trupiej główki” używało także 54. Skrzydło Bombowców Luftwaffe (Kampfgeschwader 54), nazywane często nawet w oficjalnych dokumentach Totenkopf.
Był on używany także przez członków specjalnych oddziałów SS (SS-Totenkopfverbände), którzy pełnili służbę wartowniczą w niemieckich obozach koncentracyjnych. 
Współcześnie symbol Totenkopf wykorzystywany jest przez ruchy neonazistowskie i rasistowskie.

### Wielka Brytania
Czaszka ze skrzyżowanymi kośćmi jest także obecnie symbolem jednego z regimentów Armii Brytyjskiej, The Queen’s Royal Lancers. Siedemnasty Regiment Lekkich Dragonów został utworzony w 1789 roku, niedługo po śmierci w bitwie pod Quebec generała Wolfe’a. Czaszka ze skrzyżowanymi piszczelami i motto „Or Glory” miało upamiętniać zmarłego wojskowego.

### USA
Czaszka na tle skrzyżowanych piszczeli jest także głównym elementem loga 1 batalionu zwiadowczego amerykańskich Marines.